# Neuseeländische Zwergdeckelschnecke
Die Neuseeländische Zwergdeckelschnecke (Potamopyrgus antipodarum) ist eine in Süßwasser und Brackwasser verbreitete, kleine Gehäuseschneckenart. Ursprünglich in Neuseeland beheimatet, ist sie heute als Neozoon fast weltweit verschleppt worden und auch in Mitteleuropa eine der häufigsten Wasserschneckenarten.

## Merkmale

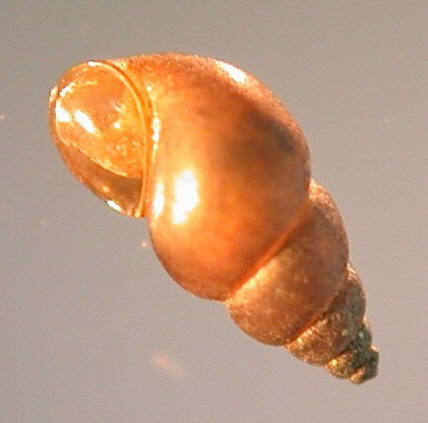
Das Gehäuse von Potamopyrgus antipodarum

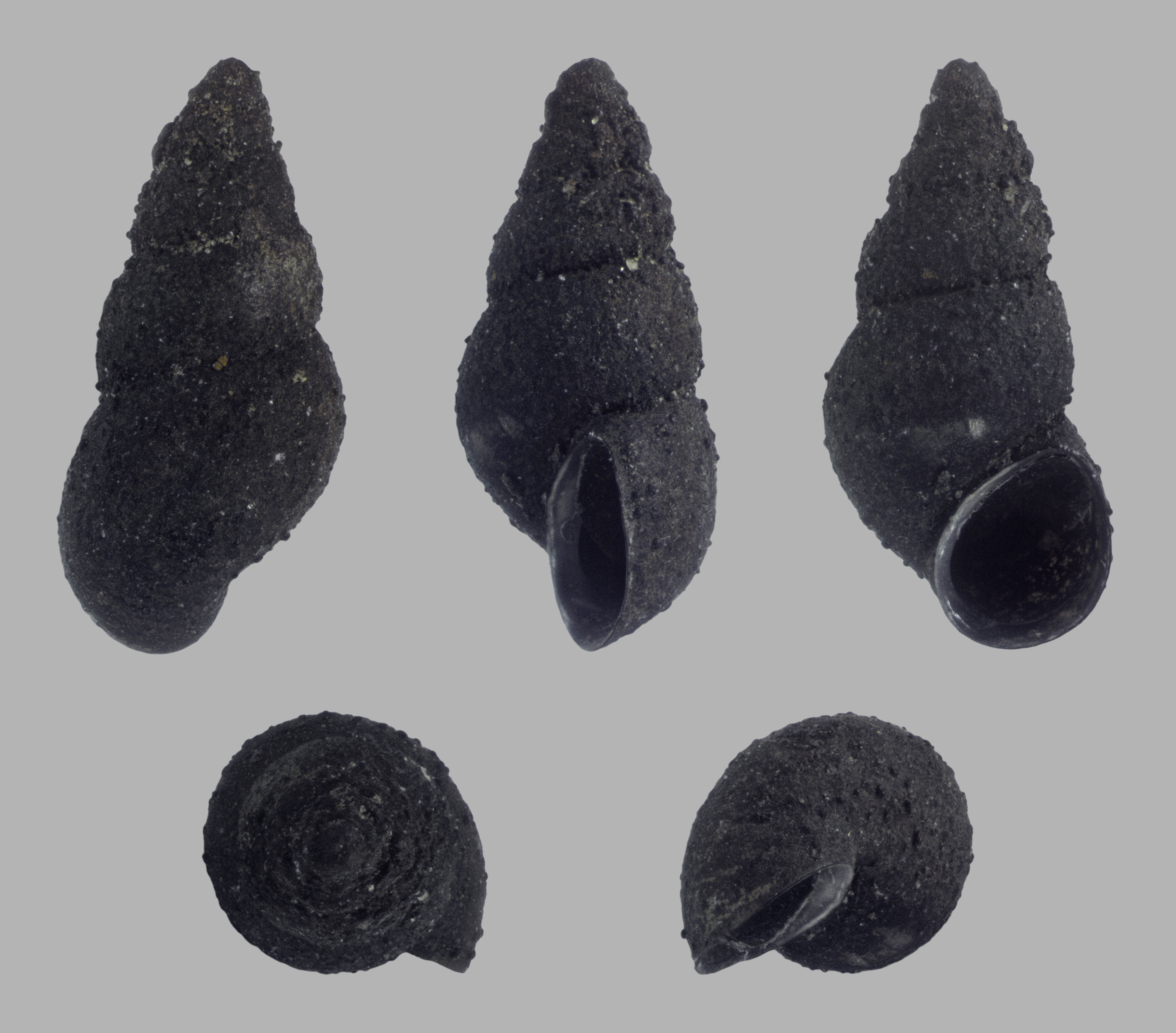
Gehäuse mit dem typischen schwarzen Überzug

Das Gehäuse von Potamopyrgus antipodarum ist in Europa bis etwa drei, maximal fünf Millimeter lang. Ausschließlich in Neuseeland selbst existieren größere Formen bis zwölf Millimeter Länge. Das langgestreckt ovale, konische Gehäuse besteht aus fünf bis sieben Umgängen, die durch eine tiefe Naht gegeneinander abgesetzt sind. Die Mündung ist hochoval und erreicht etwa das 0,4fache der Spindellänge. Die Schale kann hornfarben oder grau, manchmal fast weiß gefärbt sein und ist etwas durchscheinend, oft ist sie aber durch organische und anorganische Überzüge völlig schwarz. Das lebende Tier ist überwiegend weiß gefärbt mit wenigen dunklen Flecken oder Bändern. Wie typisch für Wasserdeckelschnecken, ist das Gehäuse der Art rechtsgewunden. Potamopyrgus kann die Gehäusemündung durch einen Deckel (Operculum) verschließen. Der Deckel ist hornfarben, nicht verkalkt und relativ dünn, seine Oberfläche zeigt eine spiralig angeordnete Wachstumslinie, das Zentrum (Nukleus) ist etwas aus der Mitte verschoben. Beim aktiven Tier liegt der Deckel auf der Rückenseite des Fußes hinter der Mitte, mit der längeren Seite quer zur Achse des Fußes. Der Weichkörper besitzt eine Radula mit sieben Zahnreihen. Innerhalb der Mantelhöhle sitzt eine recht große Kieme (Ctenidium). Am Kopf sitzt ein Paar relativ schmaler Tentakel mit je einem schwarzen Augenfleck nahe der Basis.
Die Gehäuseform der Neuseeländischen Zwergdeckelschnecke ist morphologisch hochgradig variabel. Es kommen relativ schlanke, langgestreckte Populationen, daneben andere mit konisch-ovalem, gedrungenem Gehäuse vor. Die normalerweise glatte, etwas glänzende Schale kann bei einigen Individuen und Populationen einen Kiel auf der Außenseite der Umgänge tragen, der zusätzlich manchmal behaart oder mit Schuppen besetzt ist.

## Lebenszyklus
Die Art ist getrenntgeschlechtlich. Außerhalb von Neuseeland überwiegen aber rein weibliche Populationen, männliche Tiere werden hier nur sehr selten gefunden. Sie vermehrt sich hier parthenogenetisch. Innerhalb der Wasserdeckelschnecken ist sie die einzige Art, bei der parthenogenetische Fortpflanzung sicher nachgewiesen wurde. Durch diesen Fortpflanzungsmodus sind die Tiere einer Lokalpopulation in der Regel genetisch identische Klone, die sich durch spätere Mutationen nur sehr wenig voneinander unterscheiden. Bei einer Untersuchung in England wurden ganz vereinzelt Individuen mit abweichendem Erbgut angetroffen. Diese sind entweder Abkömmlinge seltenerer, weniger erfolgreicher Klone oder gehen auf die extrem seltene sexuelle Fortpflanzung zurück. Alle europäischen Tiere gehören nach ihrer mitochondrialen DNA zu zwei Haplotypen, die sich auf zwei (von insgesamt siebzehn) von der neuseeländischen Nordinsel zurückführen lassen. Entlang eines Habitatgradienten zeigt sich bereits auf engem Raum eine genetische Kline mit an die jeweiligen Habitatbedingungen angepassten Klonen, z. B. zwischen tieferem und ufernahem Wasser im selben See.
Potamopyrgus-Weibchen werden etwa mit einer Gehäuselänge von 2,75 bis 3,5 Millimeter geschlechtsreif. Sie legen keine Eier ab, sondern sind lebendgebärend (ovovivipar). Die Eier verbleiben in einer Brutkammer, die aus einer Erweiterung des Ovidukts in der Mantelhöhle gebildet ist, die Schnecke setzt später vollentwickelte kleine Jungschnecken ab. Die Jungtiere benötigen unter günstigen Bedingungen etwa drei Monate, bis sie selbst Geschlechtsreife erlangen. Bei einer einzelnen Brut können 20 bis 120 Jungtiere produziert werden, im Jahr ca. 230. Je nach klimatischen Bedingungen sind bis zu sechs Generationen pro Jahr möglich. Die Tiere werden etwa ein Jahr alt. Die Fortpflanzungsperiode liegt im Sommerhalbjahr.

## Ökologie
Neuseeländische Zwergdeckelschnecken ernähren sich, wie bei Schneckenarten generell üblich, als Graser, indem sie Algen oder organische Überzüge mit ihrer Radula abschaben. Sie können auch höhere Wasserpflanzen (Makrophyten) oder tote Substanz wie Holz oder Blätter (Detritus) oberflächlich abschaben. Die Art lebt auf Substratoberflächen jeder Art, neben Pflanzen oder Steinoberflächen werden Sand, Lehm oder Schlamm besiedelt. Sie kann in ihrem Lebensraum extrem hohe Besiedlungsdichten erreichen. Auf Seegrund und in langsam fließenden Fließgewässern wurden nicht selten bis zu mehreren Hunderttausend Individuen pro Quadratmeter gefunden. Bei solchen Massenvorkommen scheint die gesamte Substratoberfläche aus Schnecken zu bestehen. In kalten und nährstoffarmen Gewässern werden weitaus geringere Besiedlungsdichten erreicht. Die Art vermag aber auch Quellen und Quellbäche erfolgreich zu kolonisieren, sie bevorzugt aber eindeutig organisch verschmutzte und gestörte Gewässer. Ihr Saprobienindex von 2,3 zeigt in Fließgewässern Bevorzugung von mäßig bis kritisch belasteten Gewässern an (Gewässergüteklasse II bis II-III). Die Vorzugstemperatur liegt etwa bei 18 °C, oberhalb von etwa 24 °C findet keine Fortpflanzung mehr statt. Die Schnecken sind nicht frosthart und sterben bereits bei Wassertemperaturen von etwa 2 °C fast vollständig ab. Sie fehlen deshalb in temporären Gewässern. Ungünstigen Bedingungen entgeht sie, indem sie sich ins Sediment eingräbt. Die Art benötigt für ihr Gehäuse Calciumgehalte des Wassers von mindestens 2 mg/l, zur erfolgreichen Fortpflanzung eher 4 mg/l. Sie fehlt in sauren Gewässern und vermag pH-Werte unterhalb 6 nur sehr kurze Zeit zu tolerieren.
Die Art besiedelt in Neuseeland stehendes und fließendes Süßwasser. Sie ist aber euryhalin und kann dauerhaft in Brackwasser leben und sich dort fortpflanzen. So lebt sie z. B. verbreitet in Flussmündungen (Ästuaren) und am Gewässergrund der gesamten Ostsee. Sie vermag bei niedrigen Temperaturen in reinem Meerwasser längere Zeit zu überleben, kann sich hier aber nicht fortpflanzen. Süßwasser- und brackwasserbewohnende Tiere repräsentieren verschiedene Klone, Tiere aus Süßwasserpopulationen gehen ein, wenn sie in salziges Wasser transferiert werden. Brackwasser-adaptierte Formen zeigen bei 5 Promille Salzgehalt gute Wachstumsraten, eine Fortpflanzung ist bis etwa 15 Promille möglich.

## Verbreitung
Ursprüngliche Heimat der Art ist Neuseeland (Nord- und Südinsel), wo weitere Arten der Gattung leben. Sie wurde von dort, vermutlich mit Trink- oder Ballastwasser von Schiffen, noch im 19. Jahrhundert nach Großbritannien verschleppt. Hier trat sie zunächst nur in Flussmündungen und Hafenstädten auf, breitete sich aber rapide weiter aus und besiedelt heute Gewässer aller Art und Lage. Ähnlich früh wurde sie nach Australien verschleppt. Der erste deutsche Nachweis, gleichzeitig der erste in Kontinentaleuropa, erfolgte 1887 an der Ostseeküste. Die Art besiedelte nach und nach fast das gesamte kontinentale Europa, blieb aber in der Mittelmeerregion eher selten und wurde erst spät auch auf der Balkanhalbinsel gefunden (2004 in Bulgarien, 2007 in Griechenland).
Die Art wird über Ballastwasser von Schiffen weiterhin weltweit verbreitet. So erfolgten erst nach 2000 Einschleppungen auch nach Japan, 2009 in den Irak. Erster nordamerikanischer Nachweis war 1987 im Snake River, Idaho. Seitdem hat sie sich mit rasender Geschwindigkeit ausgebreitet. Heute besiedelt sie ein großes Areal im Westen der USA. Ein zweites Besiedlungszentrum existiert im Bereich der Großen Seen, es geht nach genetischen Analysen auf eine unabhängige Einschleppung zurück. Da in Nordamerika, anders als in Europa, zahlreiche endemische Hydrobiidenarten im Süßwasser vorkommen, wird hier durch die Einschleppung die Gefahr des Aussterbens dieser Arten durch Verdrängung befürchtet.

## Taxonomie
Potamopyrgus antipodarum wurde von John Edward Gray nach neuseeländischen Tieren als Amnicola antipodarum erstbeschrieben. Später wurde sie durch William Stimpson (unter dem Namen Melania corolla Gould, 1847, einem jüngeren Synonym) in die neue Gattung Potamopyrgus gestellt. In Unkenntnis davon beschrieb Edgar Albert Smith die Art nach Tieren, die er in der Themse-Mündung in England gefunden hatte, ein zweites Mal als Hydrobia jenkinsi. Die Art wurde später noch zahlreiche Male in verschiedenen Regionen neu beschrieben, z. B. in Australien als Paludina nigra. Die Identität aller dieser Formen mit der neuseeländischen Art wurde erst 1988 durch W.F. Ponder nachgewiesen. In älteren Artikeln aus Europa und Australien ist die Art daher unter den synonymen Namen erwähnt. Die Identität wurde durch molekulare Studien bestätigt.
Die Gattung Potamopyrgus, und damit auch die Art, wurden traditionell nach morphologischen Merkmalen einer weit gefassten Familie der Wasserdeckelschnecken (Hydrobiidae), innerhalb der Überfamilie der Rissooidea, zugeordnet. Die Zugehörigkeit der neuseeländischen Linien zur Familie Hydrobiidae wurde durch Erkenntnisse der molekularen Phylogenie in Frage gestellt. Im Jahr 2013 erhoben Thomas Wilke und Kollegen aufgrund genetischer Daten die bisherige Unterfamilie Tateinae der Hydrobiidae zur neuen Familie Tateidae, diese Auffassung hat sich durchgesetzt.
Bei der Bearbeitung stellte sich außerdem heraus, dass in Neuseeland morphologisch bisher nicht unterscheidbare, aber genetisch klar getrennte Formen (Kryptospezies) existieren.